# 比弗鎮區 (明尼蘇達州羅索縣)
比弗鎮區（英語：Beaver Township）是位於美國明尼蘇達州羅索縣的一個行政鎮區。

## 地方資料
比弗鎮區的面積為92.27平方千米，當中陸地面積為91.71平方千米，而水域面積為0.56平方千米。根據2020年美國人口普查的數據，當地共有人口98人，而人口密度為每平方千米1.06人。